# Czwarta wojna
Czwarta wojna (ang. The Fourth War) – amerykański dramat sensacyjny z 1990 roku w reżyserii Johna Frankenheimera. Film oparty na powieści Stephena Petersa o tym samym tytule.

## Obsada
- Roy Scheider jako pułkownik Jack Knowles
- Jürgen Prochnow jako pułkownik Wałaczew
- Tim Reid jako Clark
- Harry Dean Stanton jako gen. Hackworth
- Alice Pesta jako Hannelore
- Ernie Jackson jako Knowles Driver
- Lara Harris jako Elena
- Bill MacDonald jako MP Corporal
- Dale Dye jako Sergeant Major
- Harold Hecht Jr. jako Dwayne
- John Dodds jako Defector
- Roman Podhora jako czeski strażnik
- Brent Woolsey jako czerwony beret #2

## Opis
|  |

Rok 1988. Amerykański pułkownik i weteran wojny w Wietnamie, Jack Knowles obejmuje komendę nad wojskową jednostką NATO na granicy RFN z Czechosłowacją. Jest świadkiem incydentu, w którym Sowieci zabijają uciekiniera. Dowódcą akcji jest pułkownik Wałaczew, weteran wojny w Afganistanie. Gdy Knowles mści się na Rosjaninie, obaj rozpoczynają prywatną wojnę. Spór jednak nie podoba się ich zwierzchnikom, między innymi generałowi Hackworthowi.